# Karel Vacek
Karel Vacek (Praga, 9 de septiembre de 2000) es un ciclista checo que fue profesional entre 2019 y 2024. Su hermano menor, Mathias, también es ciclista.

## Biografía
En 2019 se unió a la formación estadounidense Hagens Berman Axeon, dirigida por Axel Merckx. Sin embargo, pasó allí una temporada difícil, en particular debido a problemas de salud, y compitió en pocas carreras.[cita requerida] Entonces decidió romper su contrato de dos años para unirse al equipo Colpack-Ballan en 2020, conjunto de categoría Continental. Se unió al equipo Team Qhubeka NextHash para la temporada 2021.
En febrero de 2025 anunció su retirada.

## Palmarés
- No consiguió victorias como profesional.

## Resultados en Grandes Vueltas
| Carrera | Carrera         | 2019 | 2020 | 2021 | 2022 | 2023 | 2024 |
| ------- | --------------- | ---- | ---- | ---- | ---- | ---- | ---- |
|         | Giro de Italia  | —    | —    | —    | —    | 84.º | —    |
|         | Tour de Francia | —    | —    | —    | —    | —    | —    |
|         | Vuelta a España | —    | —    | —    | —    | —    | —    |

—: no participa
Ab.: abandono

## Equipos
- Hagens Berman Axeon (2019)
- Team Colpack Ballan (2020)
- Qhubeka (2021)
  - Team Qhubeka ASSOS (2021)[4]
  - Team Qhubeka NextHash (2021)[5]
- Tirol KTM Cycling Team (2022)
- Team Corratec (2023)
  - Team Corratec (2023)[6]
  - Team Corratec-Selle Italia (2023)[7]
- Burgos-BH (2024)